# Мэги, Юджин
Юджин Мэги (англ. Eugene Magee; род. 1 апреля 1986, Баллела) — ирландский хоккеист на траве, полузащитник и нападающий. Участник летних Олимпийских игр 2016 года, бронзовый призёр чемпионата Европы 2015 года.

## Биография
Юджин Мэги родился 1 апреля 1986 года в британской деревне Баллела.
Учился в начальной школе Всех святых в Баллеле. Во время учёбы начал заниматься хёрлингом, однако затем, в академии Банбриджа, переключился на хоккей на траве. В 2004—2009 годах обучался в университете Квинс в Белфасте, где получил степень магистра разработки программного обеспечения. Работал строительным сметчиком и инженером-программистом.
До 2009 года с перерывами играл за «Банбридж», параллельно выступая за «Ольстер Элкс» в студенческих соревнованиях и за Ольстер в межрегиональных. В 2007 году выступал в чемпионате Нидерландов за ХГК из Вассенара, в 2008 году — в чемпионате Австралии за «Аделаида Хотшотс».
В 2009—2012 годах выступал за бельгийский «Драгонз», в составе которого дважды был чемпионом страны. В 2012—2013 годах играл за немецкий «Крефельдер». В 2013 году вернулся в «Банбридж». В его составе в 2015 году выиграл Кубок Ирландии, в 2017 году — чемпионат и Кубок.
В 2005 году дебютировал в сборной Ирландии в матче против Бельгии.
В 2015 году завоевал бронзовую медаль на чемпионате Европы в Лондоне.
В 2016 году вошёл в состав сборной Ирландии по хоккею на траве на летних Олимпийских играх в Рио-де-Жанейро. Играл в поле, провёл 5 матчей, забил 1 мяч в ворота сборной Германии.
В 2018 году участвовал в чемпионате мира в Бхубанешваре, где ирландцы заняли 14-е место.
В 2019 году завершил международную карьеру, после того как сборная Ирландии не смогла попасть на летние Олимпийские игры в Токио.
В 2005—2019 годах провёл за сборную Ирландии 295 матчей, забил не менее 52 мячей.

## Семья
Брат — Оуэн Мэги, ирландский хоккеист на траве. Играл за «Банбридж» и сборную Ирландии.